# 堀越省之助
堀越 省之助（ほりこし しょうのすけ、1977年1月22日 - ）は、日本の男性声優。ケンユウオフィス所属。鳥取県出身。

## 来歴
日本ナレーション演技研究所卒業。以前は劇団ダブルスチールに所属していた。

## 人物
趣味は野球、オートバイツーリング、山登り。免許は大型自動二種免許。

## 出演

### テレビアニメ
2003年
- WOLF'S RAIN（チェン）
- 最遊記RELOAD（村人）

2005年
- ケロロ軍曹（刑事、総理大臣）
- それいけ!アンパンマン（こおりおに〈3代目〉）

2006年
- DEATH NOTE（黒服B）

2007年
- 怪物王女（半漁人C、警備員）

2008年
- RD 潜脳調査室（技術員、ショップ店員）
- ウルトラヴァイオレット:コード044（委員、将校）
- 狼と香辛料（追手、商人B）
- ミチコとハッチン

2009年
- 源氏物語千年紀 Genji（左大臣の家人）
- はっけん たいけん だいすき! しまじろう
- 花咲ける青少年（不良男子）

2011年
- HUNTER×HUNTER（第2作）（イモリ）

2016年
- タイムボカン24（鳥取県民）

### OVA
- 君が望む永遠 〜Next Season〜（2007年、店員C）
- 最遊記RELOAD -burial-（2007年、妖怪B）
- 絶対衝激 〜PLATONIC HEART〜（2008年、オタクC）

### ゲーム
- ハリー・ポッターと炎のゴブレット（2005年、ビクトール・クラム）
- 桃色大戦ぱいろん（2008年、イダテン[1]）
- 零・超兄貴（2009年、イダテン[1]）
- 戦国無双4-II（2015年、ナレーション[1]）
- ポケモンマスターズ / EX（2019年 - 2022年、ズミ[1]）

### 吹き替え

#### 映画
- アースブレイク
- アスファルト・レーサー
- いつか眠りにつく前に
- インセプション
- X-MEN:ファイナル ディシジョン（ミュータント）
- ケイブ・イン（ウィーゼル）
- 色即是空（イ・デハク）
- JIGSAW タワー・オブ・デス（アダム〈アダム・レイナー〉）
- JIGSAW デス・マシーン（ケイド）
- タイタンの戦い
- チェ 39歳 別れの手紙（ポンポ）
- TSUNAMI -ツナミ-（ドンス）
- 冷たい雨に撃て、約束の銃弾を（クロウ）
- デス・ヴィレッジ（ウェズリー・クレイボーン〈ダニエル・ラパイン〉）
- ドラゴン・キングダム（パーキー）
- ドラムライン
- ノイズ
- バンク・ジョブ（ポーキー）
- バンコック・デンジャラス（ウィナイ）
- ヘルプ 〜心がつなぐストーリー〜（ラレー）
- マダム・マロリーと魔法のスパイス（マンスール）
- ルール4（ティム）
- ワイルド・スピード

#### ドラマ
- ER XIII 緊急救命室 #288（バーテン）
- ER XV 緊急救命室 #313（チャック・ホームズ〈J・D・ジャクソン〉）
- WITHOUT A TRACE/FBI 失踪者を追え!2 #6（テッド）
- 精武飛鴻（カーチョン）
- ビッグ 〜愛は奇跡〜（キル・チュンシク）
- プリズン・ブレイク（ヘクター）
- HEY!レイモンド
- マッドメン（ポール・キンゼイ）
- ワイヤー・イン・ザ・ブラッド（ケビン）

#### アニメ
- ティンカー・ベルと月の石（粉の妖精）

#### その他
- au W63K（プロモーションビデオ）（ディランドロン2世）

### CM
- ガンダム無双シリーズ（ナレーション）
- 采配のゆくえ（ナレーション）
- 戦国無双シリーズ（ナレーション）

### ナレーション
- IBM（WEBナレーション）
- ジャガー（WEBナレーション）
- スカイパーフェクトTV
  - サムライチャンネル
  - パチンコ★パチスロTV!
- TSUTAYAキャンペーン（店頭ナレーション）
- 信長の野望 出陣
- 東日本ハウス
- マセラティ（WEBナレーション）
- 横浜スタジアムDNAベイスターズ（スタジアム内ナレーション）

### テレビ番組
- やっぱりみなと ぐぐっとGood（JCNみなと新宿）ナレーション、リポーター